# 菇民拳
菇民拳，又名菇民防身術，浙江拳術，為中國武術流派之一，2012年列入浙江省非物質文化遺產

## 源流
菇民拳是浙江省龍泉一帶的菇民為防備盜賊與上山時野獸侵擾，逐漸演化練就而成。據傳這些防身術為南宋菇神吳叄公所創，古代种植香菇的人们被稱作菇民，他們在秋冬进入深山，在这种特定的生产劳作与特定的生活方式下，独创了一套菇民拳這種以自卫為主的武术套路，所以又稱菇民防身術。

## 介紹
菇民拳是畬族古老的武術之一，其風格獨特，以自衛強身為主，著重下盤功夫，多拳法而少腿法，動作簡朴實用，徒手套路三步、七步、五虎、三秋拳，其中以七步、五虎兩路最負盛名，器械招式有萹擔功、凳花

## 來源
1. 1 2  .   [2023-01-16]. （原始内容存档于2023-01-16）.
2. ↑  .   [2023-01-16]. （原始内容存档于2023-01-16）.
3. ↑  .   [2023-01-16]. （原始内容存档于2023-01-16）.